# Ray-grass anglais
Lolium perenne
Espèce
Classification phylogénétique
Le ray-grass anglais ou ivraie vivace (Lolium perenne L.) est une plante herbacée vivace de la famille des poacées, qui pousse en touffe, et résiste bien au piétinement. Elle est couramment cultivée comme plante fourragère. Elle est utilisée comme espèce de base des mélanges pour gazons d’ornement et de terrains de sport.
On l'appelle encore : ray-grass commun ou bonne-herbe. C'est une espèce extrêmement répandue, y compris comme adventice en cultures. Dans les villes, elle colonise spontanément les friches, les bords de chemins et le pied des arbres.

## Nomenclature et étymologie

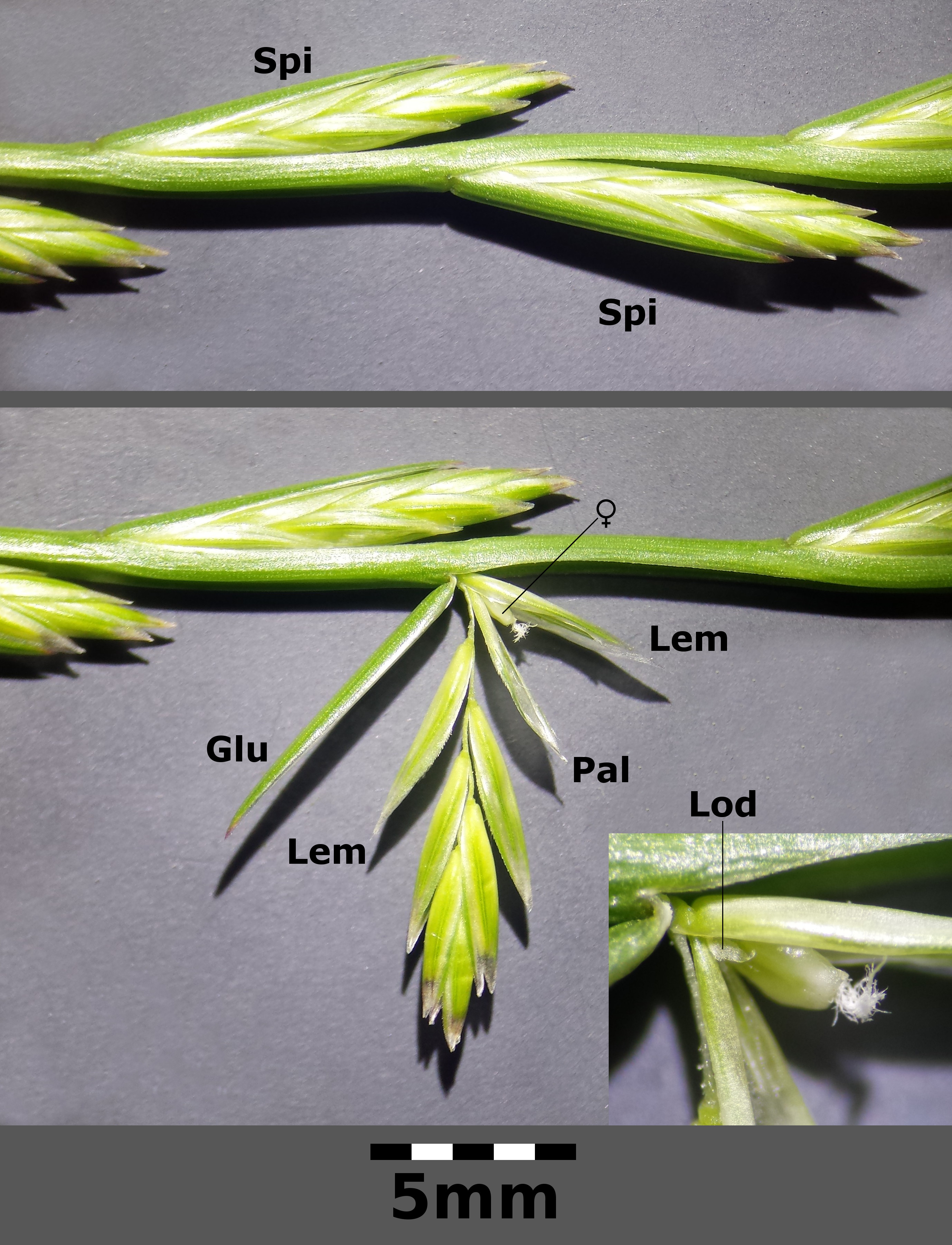
Plusieurs épillets (Spi) sur l’axe de l’épi
À la base de l’épillet une glume (Glu), l’épillet comporte plusieurs fleurs, chacune enveloppée par une lemme (lem, lemma) et une palea (pal, palea), les tépales (Lod, lodiculae) sont minuscules

L’espèce a été décrite et nommée Lolium perenne par Linné en 1735 dans Species Plantarum 1: 83.
Le nom de genre Lolium est un phytonyme latin désignant depuis Ennius (-239 ; -169) et Plaute (-254 ; -184) l’« ivraie, ivraie enivrante » (Lolium).
L’épithète spécifique perenne est empruntée au latin perennis (de per « durant » et annus « année ») « qui dure toute l’année », c’est-à-dire en botanique « vivace ».
En français, ray grass est un emprunt du XVIIIe siècle (1758) à l’expression anglaise formée de ray « ivraie » et grass « herbe », à propos d’une ivraie vivace employée pour les pelouses, et importée en France avec la mode des jardins anglais. Toutefois l'appellation actuelle de l'ivraie et du ray-grass en anglais est rye-grass (en).

## Synonymes
Selon POWO, il y a 38 synonymes (tous non valides, seul Lolium perenne est valide)
- Festuca perennis (L.) Columbus & J.P.Sm.
- Hordeum compressum Boiss. & Orph.
- Lolium aechicum Rouville
- Lolium agreste Roem. & Schult.
- Lolium annuum Bernh.
- Lolium brasilianum Nees
- Lolium canadense Bernh. ex Rouville
- Lolium cechicum Opiz
- Lolium compressum Boiss. & Orph. ex Nyman
- Lolium cristatum Pers. ex B.D.Jacks.
- Lolium felix Rouville
- Lolium glumosum Planellas
- Lolium gmelinii Honck.
- Lolium halleri C.C.Gmel.
- Lolium jechelianum Opiz
- Lolium latum Roth ex Steud.
- Lolium marschallii Steven
- Lolium montevidense Rouville
- Lolium perenne var. brasilianum (Nees) Kuntze
- Lolium perenne subsp. compositum (Schrad.) Arcang.
- Lolium perenne subsp. cristatum (Pers.) K.Richt.
- Lolium perenne var. cristatum Pers.
- Lolium perenne var. monstrosum G.Sinclair
- Lolium perenne subsp. ramosum Arcang.
- Lolium perenne var. ramosum G.Sinclair
- Lolium perenne var. scabriculme Maire
- Lolium perenne var. stickneiensis G.Sinclair
- Lolium perenne var. stoloniferum C.Lawson
- Lolium perenne subsp. stoloniferum (C.Lawson) Wipff
- Lolium perenne subsp. tenue Dumort.
- Lolium perenne subsp. tenue (L.) K.Richt.
- Lolium perenne subsp. trabutii (Hochr.) Dobignard
- Lolium pseudoitalicum Schur
- Lolium repens Honck.
- Lolium rosetlanum Fig. & Delile ex Rouville
- Lolium tenue L.
- Lolium trabutii Hochr
- Lolium vulgare Host

## Description
Le ray-grass anglais  est une plante herbacée vivace à tiges dressées formant des touffes de 20 cm à 60 cm de haut. Sa tige est lisse et rouge bordeaux à la base.
Les feuilles très allongées, linéaires, sont glabres, à pointe aiguë de couleur vert foncé ; elles font de 10 à 15 cm de long, et 2–5 mm de large ; la ligule membraneuse, en forme de langue, fait de 1,5 à 2 mm de long ; oreillettes bien visibles.
Les feuilles vert foncé sont brillante et carénées (en forme d’une carène de bateau) sur la face inférieure – critère important permettant de reconnaitre l’espèce même lorsqu’il n’y a pas de fleurs. La face inférieure est brillante, glabres, la face supérieure cannelée.
Les épillets ont de 2 à 10 fleurs, rarement jusqu’à 14 fleurs, jusqu’à 10 mm de long.
Le fruit est un caryopse vêtu des glumelles portant une baguette droite (de profil) et appliquée contre la glumelle supérieure. La semence est de forme elliptique, lancéolée.
La floraison a lieu au printemps, de mai à juin dans l'hémisphère nord. Les fleurs verdâtres sont regroupées en épis de 20  à   25 cm de long formés de nombreux épillets appliqués contre le rachis de l'épi, chaque épillet comptant une dizaine de fleurs.

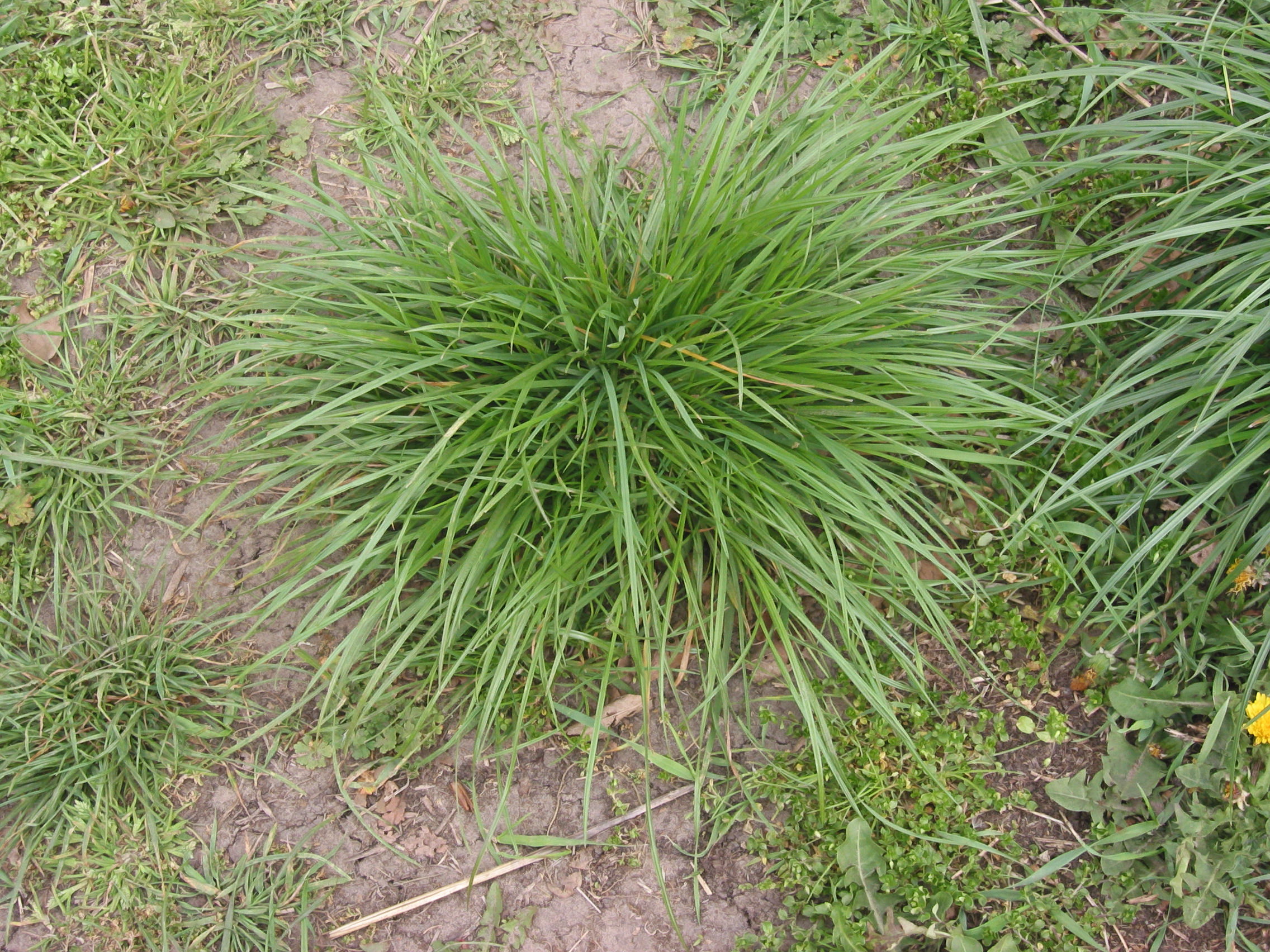
Un pied isolé de ray-grass
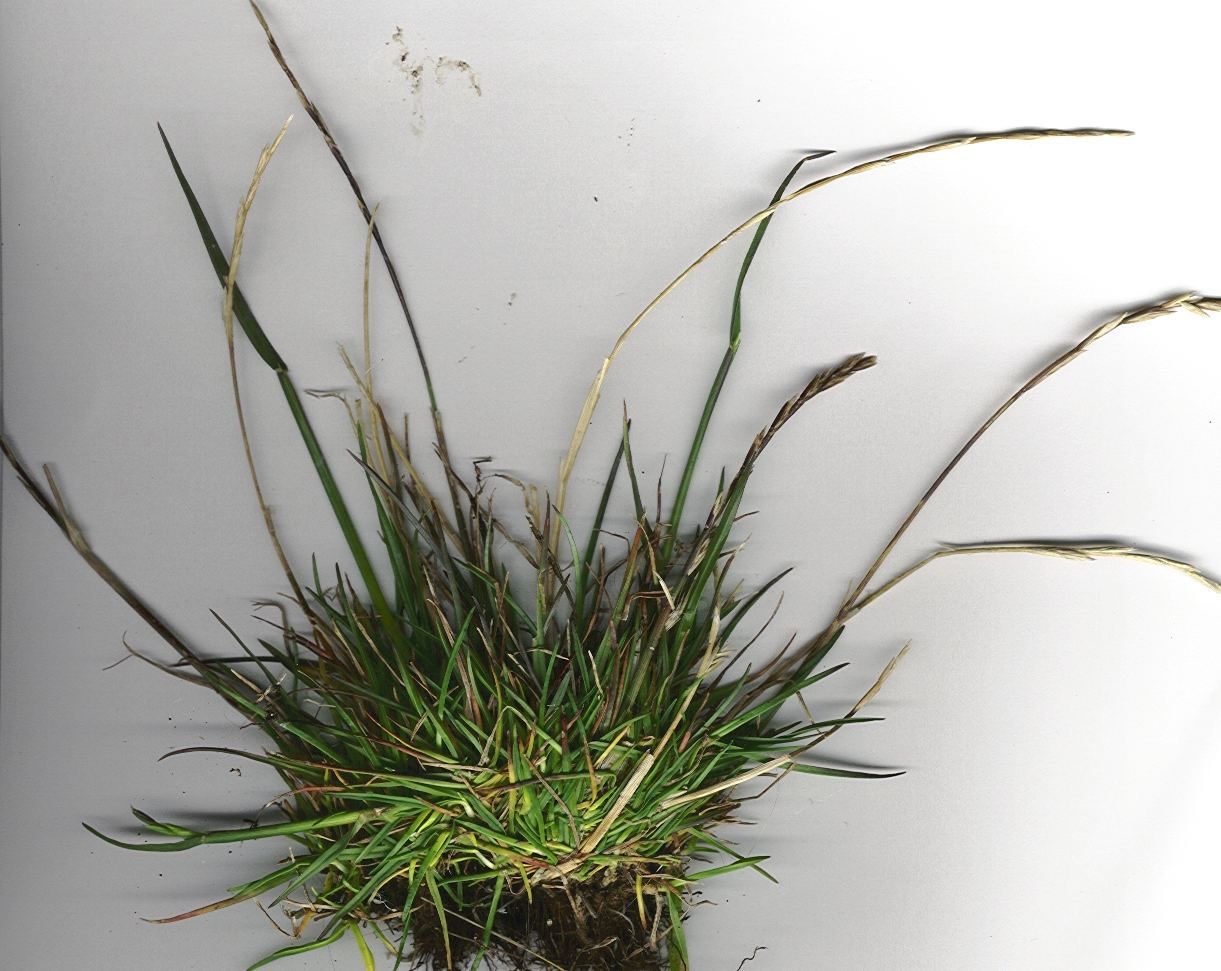
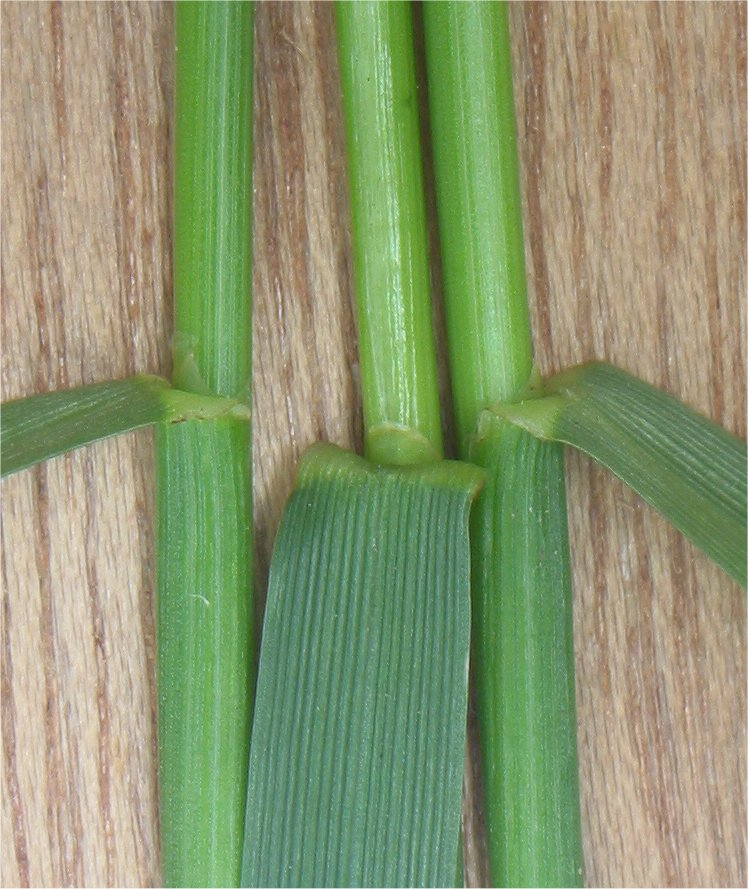
Feuille, ligule
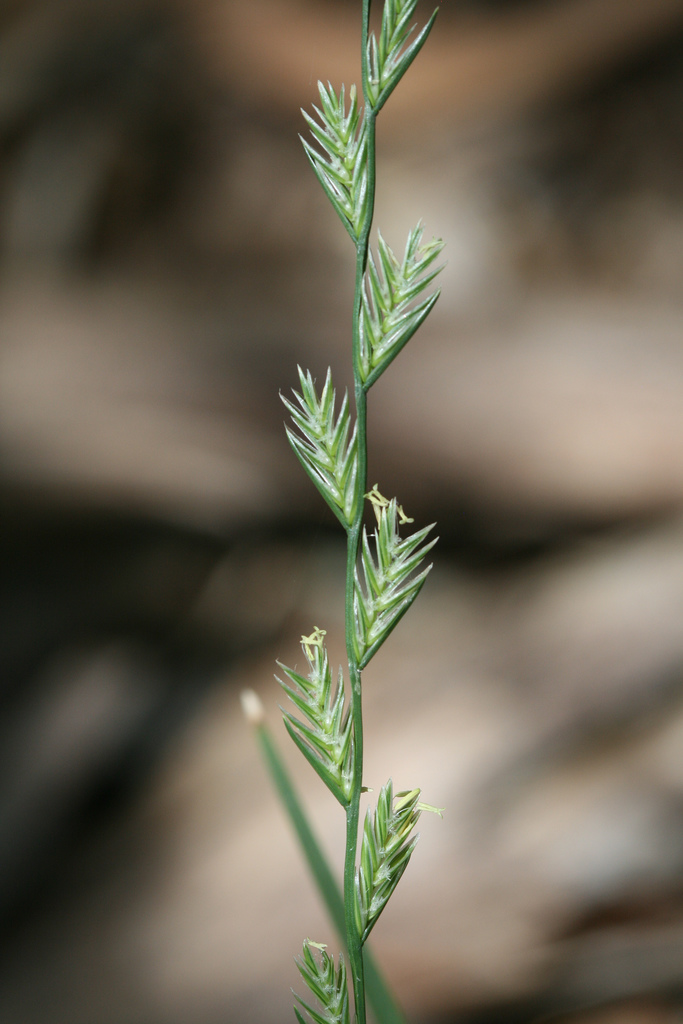
Épi
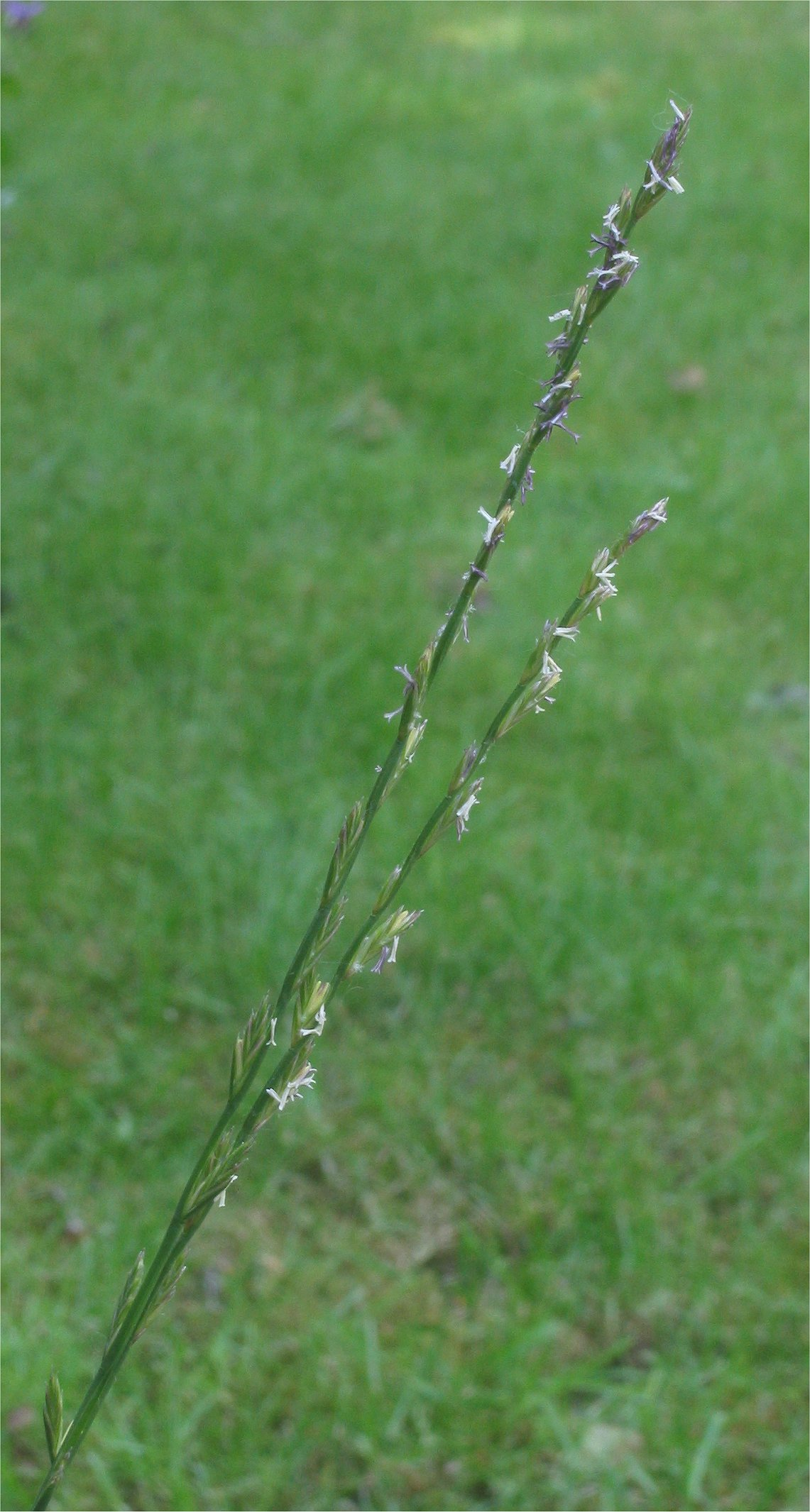
Épi en fleurs
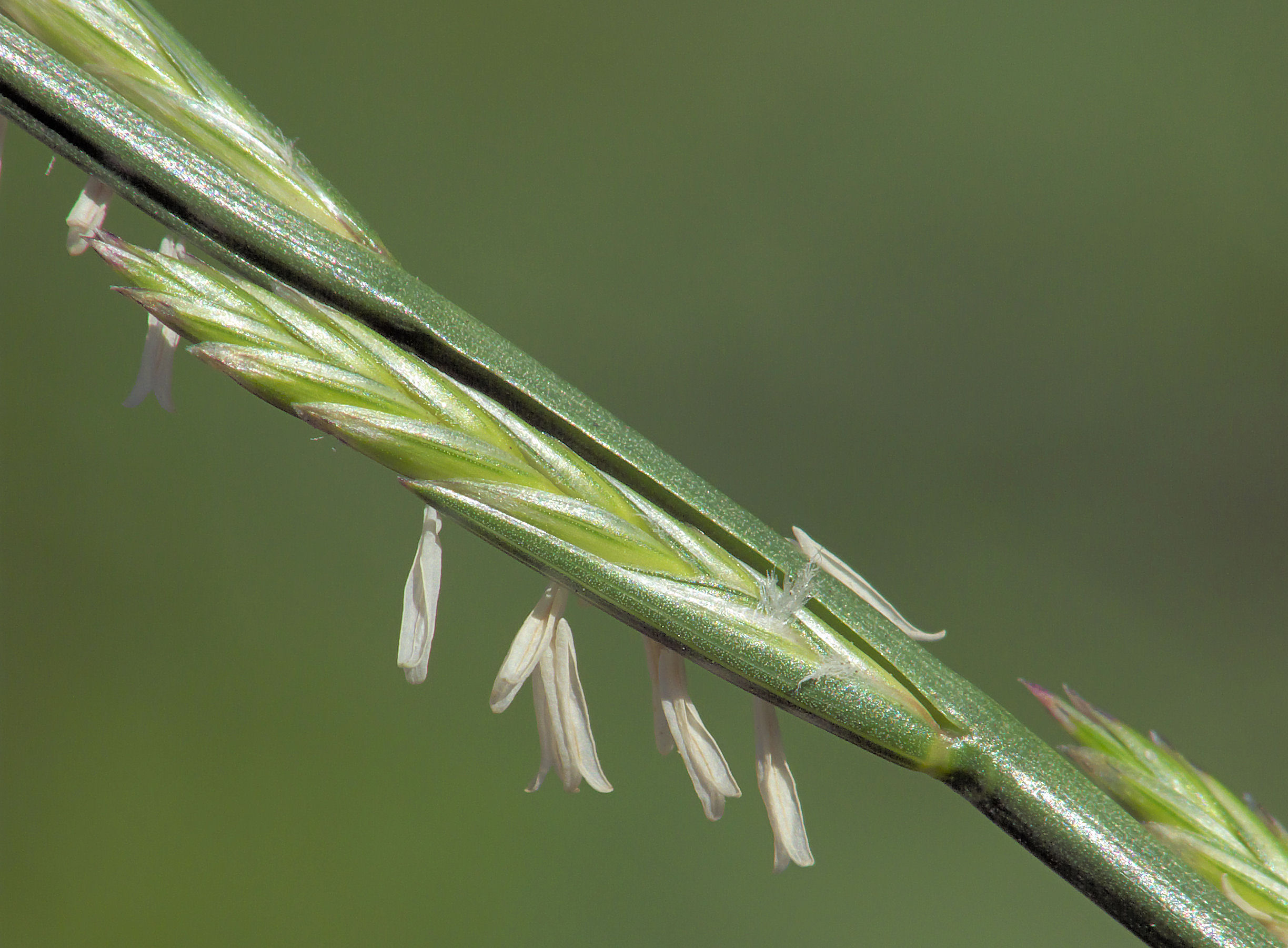
Épillet
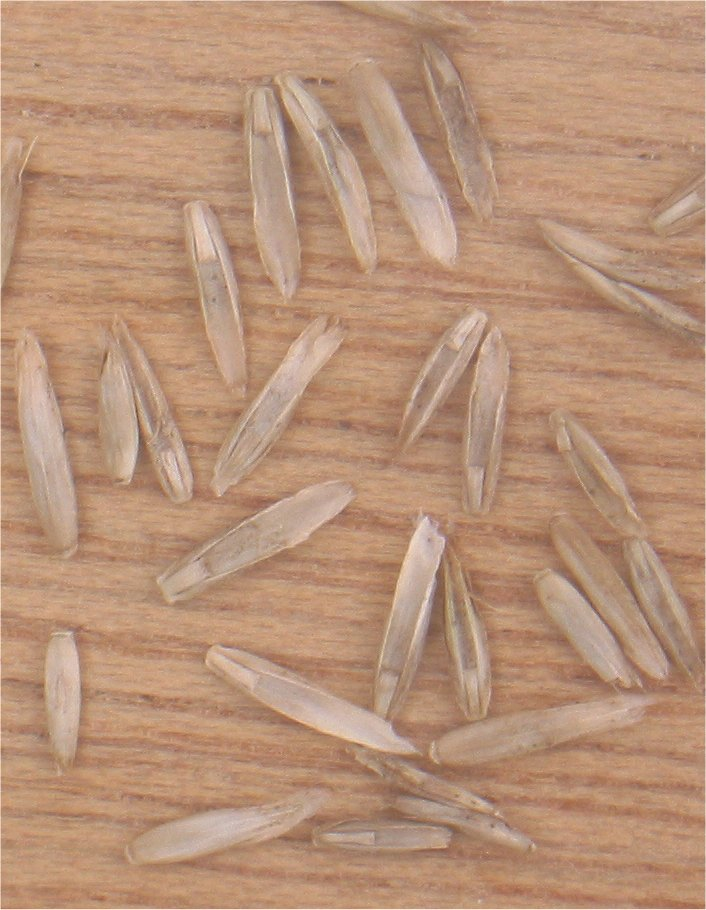
Graines

## Écologie

### Habitat
Prairies sur sols frais et riches et bords de chemins.

### Climats
Climats tempérés et océaniques.

### Distribution
Selon POWO, cette espèce est originaire des régions tempérées et chaudes de l'ancien monde : Afrique du Nord (du Maroc à l'Égypte), Europe continentale de la Scandinavie à la Grèce et du  Portugal à la Roumanie et l'Ukraine, Asie occidentale (Turquie, région du Caucase, Moyen-Orient, péninsule Arabique) et sous-continent indien (Inde, Pakistan).
Elle s'est largement naturalisée dans toutes les régions tempérées du globe, notamment en Amérique, en Chine, Afrique du Sud et en Australie.
C'est une espèce plus résistante au froid et à l'humidité (submersion) que le ray-grass d'Italie. On la trouve en plaine et en montagne jusqu'à 1 200 m d'altitude environ.

## Utilisation
Cette poacée à croissance rapide, résistant bien au piétinement, est largement cultivée seule ou en association avec du trèfle blanc comme plante fourragère et entre aussi dans les mélanges pour gazon et dans les mélanges destinés à l'enherbement des vignes et vergers.
Le ray-grass anglais ainsi que d'autres espèces proches comme la fétuque élevée peuvent être infectés par des champignons dits endophytes. Ils  sécrètent des substances qui favorisent la résistance des plantes hôtes à la sécheresse et à certains insectes ravageurs mais peuvent avoir un effet néfaste pour les animaux qui les consomment,.
Ce gazon sert de surface de terrain de golf et de tennis, notamment au Tournoi de Wimbledon.
Un article publié par Nature en 2021 a montré qu'en cultivant cette poacée associée à de l'ail (Allium sativum) on pouvait encore doper sa capacité à bioconcentrer le plomb et le cadmium.

### Agriculture
Comme fourrage, il est apprécié pour sa grande valeur fourragère. Comme pour les autres graminées fourragères la valeur fourragère diminue lorsque l'épi monte ; de ce point de vue, le ray-grass anglais présente l'avantage de remonter très peu en épis après une première exploitation. Cette caractéristique lui donne aussi une souplesse appréciable pour organiser les tours de pâturages des parcelles (paddocks).
En fauche son rendement est inférieur au ray-grass d'Italie, au dactyle et à la fétuque élevée. C'est une plante tolérante au piétinement qui se maintient bien dans les prairies pâturées; elle préfère les zones de pluviométrie régulière (Bretagne et Normandie par exemple). En revanche, la production est très fortement ralentie dès que les températures dépassent 25 °C.
Elle possède d'excellentes facultés d'installation (implantation rapide) même sur les sols « maigres » mais a comme inconvénient une pérennité limitée (environ 5 ans) et une faible vigueur estivale en régions à étés chauds et secs.
La pérennité peut cependant atteindre 10 ans et plus en climat océanique.

#### Variétés cultivées

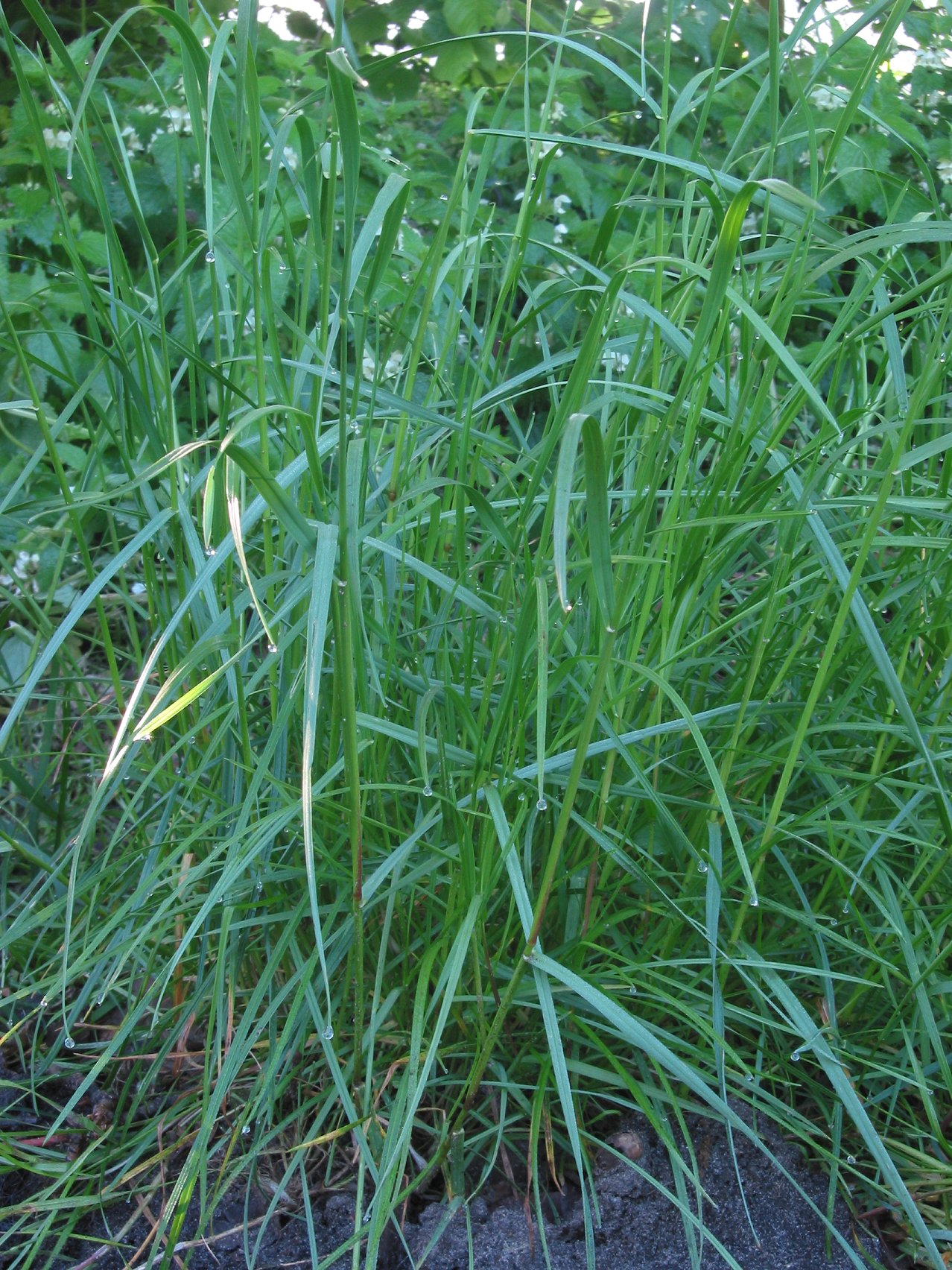
Ray-grass anglais en cours de montaison

Il existe près de 1085 variétés de Ray grass anglais inscrites dans le catalogue européen des espèces et variétés dont plus de 150 variétés fourragères et près de 90 variétés à gazon inscrites au catalogue français

### Autres
Il est très utilisé pour l'ensemencement des gazons, notamment les terrains de sport, pour sa bonne résistance au piétinement et son aptitude à former un gazon compact quand il est fauché régulièrement.

## Culture

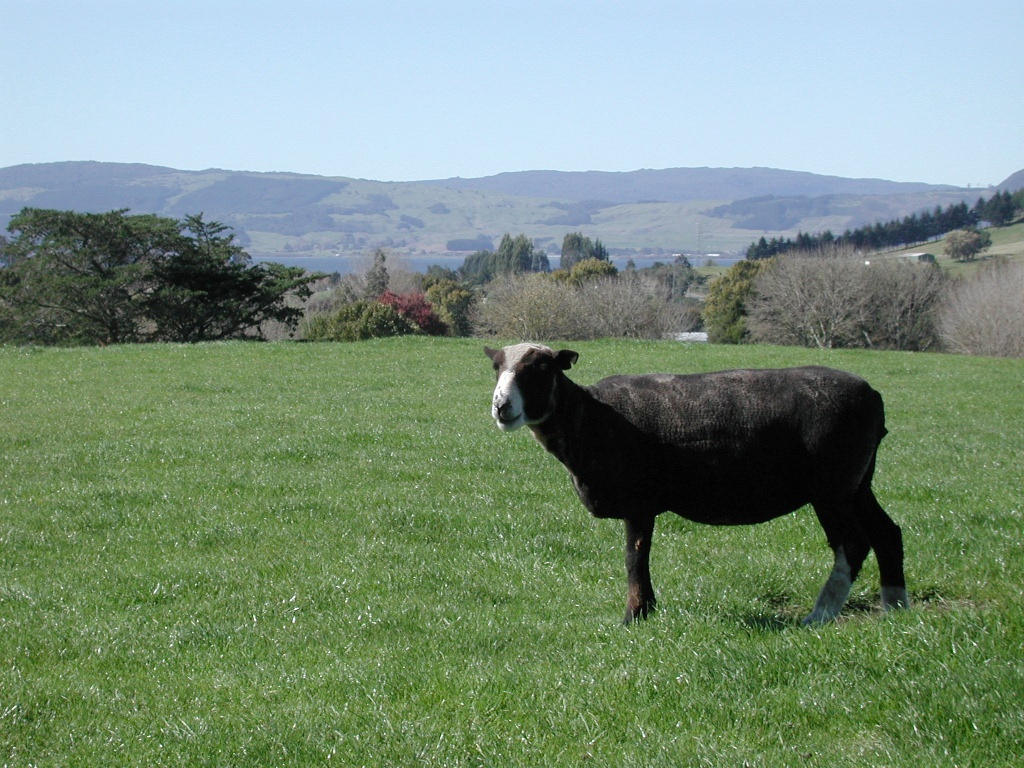
Paddock (parcelle destinée au pâturage rationnel) de ray-grass anglais. Région du lac Rotorua, Nouvelle-Zélande

Le ray-grass anglais demande de préférence des terres lourdes et fraîches, riches en humus. C'est la plante fourragère préférée pour les ruminants dans les régions régulièrement arrosées et à hiver doux comme l'ouest de la Bretagne, les Pays-Bas, l'Irlande, la Nouvelle-Zélande. Sa longévité dans ces régions (parfois 10 ans) évite de retourner la terre fréquemment. Elle est l'une des raisons de la bonne compétitivité économique des élevages de ces régions. En effet, les seules interventions culturales se résument à la fertilisation. Il peut même n'y en avoir aucune pour une association ray-grass-anglais-trèfle blanc en agriculture bio, par exemple.

## Allergies au pollen
Son pollen peut provoquer des allergies de type rhume des foins chez les personnes sensibles. Pour un risque allergique de 1 à 5, il est de niveau 5.